# Chapopote

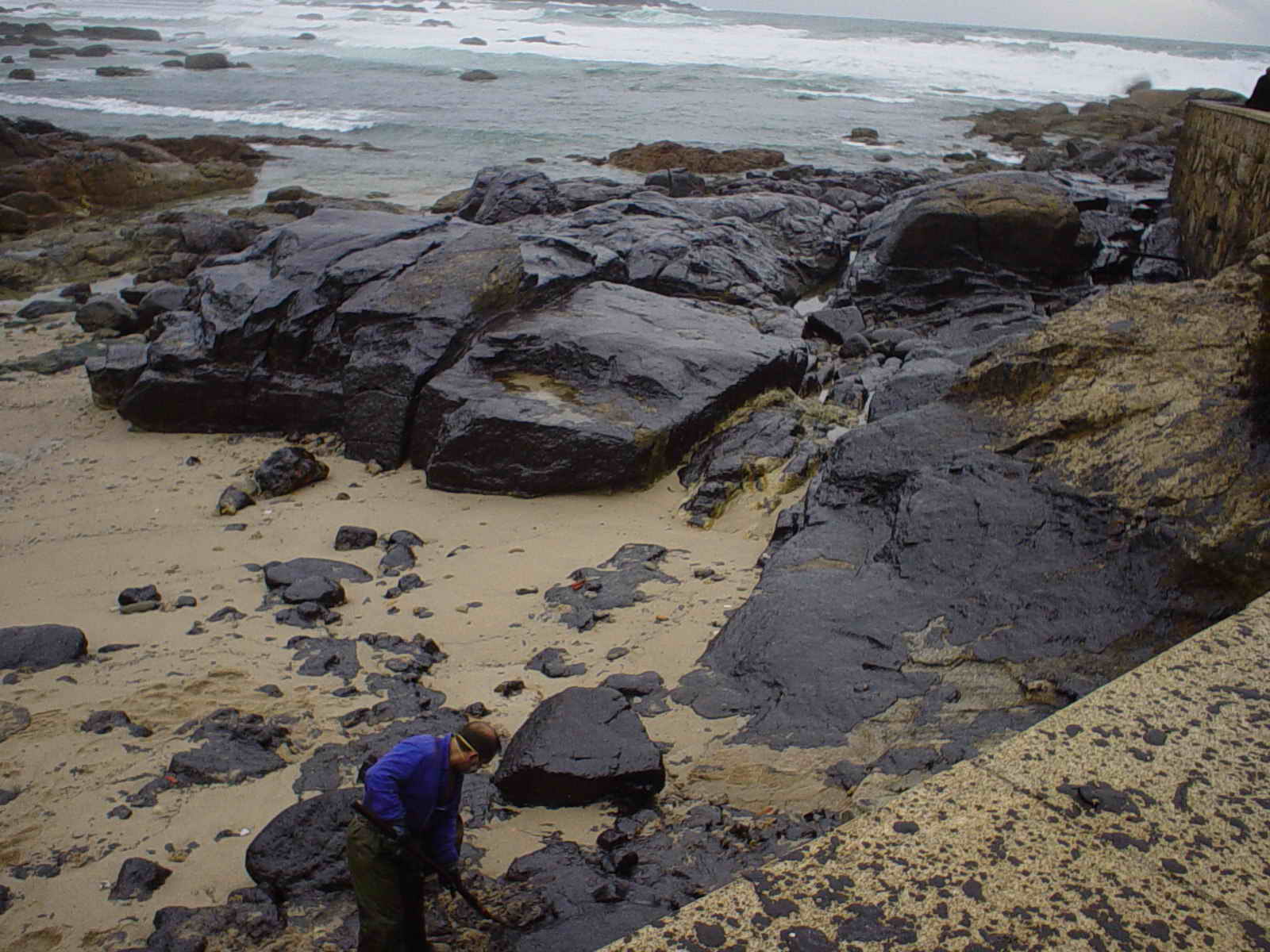
Chapapote

Chapapote ist der in der Bucht von Campeche aus Asphaltvulkanen austretende Asphalt.
Er findet seit der präkolumbischen Zeit in Mexiko als Werkstoff Verwendung. Der Name ist eine Verballhornung von Tzaucpopochtli, einem  Nahuatl-Gott, dessen Namen sich aus den Bestandteilen Tzacutli für Kleister und Popochtli für Parfüm zusammensetzt.
Chapopote wurde auch als Manjak oder Munjak gehandelt. Der Merivale-Manjak wurde für Farben und Firnisse verarbeitet und der Emptage-Manjak zur Abdichtung gegen Wasser.
Im modernen Kastilischen ist Chapopote ein Synonym für Ölpest.